# The New York Times Almanac
The New York Times Almanac – almanach, popularna publikacja informacyjna wydawana w Stanach Zjednoczonych, tworzona przez zespół wpływowej gazety The New York Times. Pierwsze wydanie ukazało się pod koniec 1997 jako New York Times Almanac 1998. 
NYTA kontynuuje tradycję Universal Almanac. Wydawcy, Andrews i McMeel, podjęli decyzję o zaprzestaniu edycji tego almanachu z końcem 1997, jednakże John W. Wright, redaktor Universal Almanac, właściciel praw do jego treści, zaproponował jego kontynuację wydawcy New York Times. 
Wydanie almanachu z 1998 zawierało wiele informacji zaczerpniętych z Universal Almanac, zaś następne wydania powstawały przy coraz większym zaangażowaniu zespołu NYT. Zaprzestano jednakże kontynuacji po wydaniu z 2011.

## Publikacje alternatywne
- Time Almanac
- Whitaker’s Almanack
- The World Almanac and Book of Facts
- The CIA World Factbook
- Der Fischer Weltalmanach
- The Europa World Year Book